# Narada Mahathera
«  Narada Maha Thera » redirige ici. Pour les autres significations, voir Nârada et Théra.
Narada Mahathera (singhalais : නාරද මහා ස්ථවිරයන් වහන්සේ), né Sumanapala Perera le 14 juillet 1898 et mort le  2 octobre 1983, est un moine Bouddhiste Theravada et un traducteur, le Supérieur de Vajiraramaya à Colombo. Il est une figure populaire dans son pays natal, le Sri Lanka et au-delà.

## Biographie
Il est né à Kotahena à Colombo dans une famille de classe moyenne, il fait ses études au St. Benedict's College et au Ceylon University College, et ordonné à l'âge de dix-huit ans.